# Петров Юрій Володимирович
Ю́рій Володи́мирович Петро́в (20 вересня 1926, місто Маріїнськ, тепер Кемеровської області, Російська Федерація — 1 травня 2009, місто Київ) — радянський діяч органів державної безпеки, заступник голови КДБ Української РСР. Депутат Верховної Ради УРСР 10-го скликання.

## Біографія

Могила Юрія Петрова, Байкове кладовище

Народився в родині залізничника. Після закінчення середньої школи й підготовчих курсів у місті Томську вступив до Дніпропетровського інституту інженерів транспорту.
Після закінчення інституту з 1950 року — бригадир вагонного депо Мудрьона Придніпровської залізниці; секретар комітету комсомолу Криворізького коксохімічного заводу Дніпропетровській області.
Член КПРС з 1952 року.
З 1952 року — в органах державної безпеки СРСР. У 1953 році закінчив із відзнакою школу МВС № 204 у місті Києві.
Службу розпочав оперуповноваженим відділу УМВС УРСР по Дніпропетровській області у місті Кривий Ріг (обслуговував об'єкти транспорту і зв'язку). З 1954 року — старший оперуповноважений, начальник відділення УКДБ при РМ УРСР по Дніпропетровській області (обслуговував завод № 586, тепер «Південмаш»).
З 1962 року — начальник 7-го відділу (по транспорту і зв'язку) 2-го Управління КДБ при РМ Української РСР. До 1972 року працював заступником начальника 2-го Управління КДБ при РМ Української РСР.
У 1972—1977 роках — начальник Управління КДБ при РМ Української РСР по Сумській області.
11 квітня 1977 — 6 березня 1980 року — начальник Управління КДБ при РМ Української РСР по Харківській області.
У 1980—1991 роках — заступник голови КДБ Української РСР. У квітні — травні 1986 року очолював оперативно-слідчу групу КДБ УРСР із розслідування причин і обставин аварії на Чорнобильській АЕС.
З 1992 року — у відставці. Займався ветеранською діяльністю. З 2001 року — голова ради Київської організації ветеранів органів державної безпеки України «Щит».
Помер на 83-му році життя 1 травня 2009 року. Похований разом з дружиною на Байковому кладовищі (ділянка № 49а, 50°25′0.39″ пн. ш. 30°30′6.67″ сх. д. / 50.4167750° пн. ш. 30.5018528° сх. д.).

## Звання
- генерал-майор (1976)

## Нагороди
- орден Трудового Червоного Прапора
- орден «Знак Пошани»
- орден Жовтневої Революції
- медалі